# 12 Gardens Live
'12 Gardens Live' é uma compilação da Sony de músicas do cantor/compositor Billy Joel, gravada durante 12 concertos lotados no Madison Square Garden em Nova Iorque no começo de 2006. Foi lançado em 13 de Junho de 2006. Alguns de seus sucessos mais conhecidos estão neste álbum, muitos foram modificados para notas diferentes (geramental mais baixas) em comparação das gravações originais.
| Críticas profissionais                                                      | Críticas profissionais |
| Avaliações da crítica                                                       | Avaliações da crítica  |
| Fonte                                                                       | Avaliação              |
| --------------------------------------------------------------------------- | ---------------------- |
| Allmusic                                                                    | [ 1 ]                  |
| Esta tabela precisa de ser acompanhada por texto em prosa. Consulte o guia. |                        |

## Faixas

### Disco um
1. "Prelude/Angry Young Man"
2. "My Life"
3. "Everybody Loves You Now"
4. "The Ballad of Billy the Kid"
5. "The Entertainer"
6. "Vienna"
7. "New York State of Mind"
8. "The Night Is Still Young"
9. "Zanzibar"
10. "Miami 2017 (Seen the Lights Go Out on Broadway)"
11. "The Great Wall of China"
12. "Allentown"
13. "She's Right on Time"
14. "Don't Ask Me Why"
15. "Laura"
16. "A Room of Our Own" (unlisted track)

### Disco dois
1. "Goodnight Saigon"
2. "Movin' Out (Anthony's Song)"
3. "An Innocent Man"
4. "The Downeaster "Alexa""
5. "She's Always a Woman"
6. "Keeping the Faith"
7. "The River of Dreams"
8. "A Matter of Trust"
9. "We Didn't Start the Fire"
10. "Big Shot"
11. "You May Be Right"
12. "Only the Good Die Young"
13. "Scenes from an Italian Restaurant"
14. "Piano Man"
15. "And So It Goes"
16. "It's Still Rock and Roll to Me" (Faixa não listada)

Em adição as faixas acima, a iTunes Store ofereceu duas canções extras "Stiletto" e "Honesty". Também por um curto tempo, a Sony ofereceu downloads diretos de "You're My Home" e "Sleeping with the Television On" como um incentivo para comprar o CD do website da Sony.

## Posição nas paradas
| País           | Charts  | Charts  | Charts       | Vendas |
|                | Posição | Semanas | Certificação |        |
| -------------- | ------- | ------- | ------------ | ------ |
| Áustria        | 11      | 6       |              |        |
| Estados Unidos | 14      |         |              |        |
| Japão          | 52      | 6       |              |        |